# Massacre dos ibos em 1966
O massacre dos ibos em 1966 ou pogrom anti-ibo de 1966 foi uma série de massacres dirigidos aos ibos e outros povos originários do sul da Nigéria vivendo no norte da Nigéria com início em maio de 1966 e atingindo um pico depois de 29 de setembro de 1966. Neste período, pelo menos, dez mil (alguns autores afirmam pelo menos 30.000)  nigerianos do sul foram massacrados, com milhões fugindo de suas casas no norte da Nigéria. Estes acontecimentos levaram à secessão da região oriental da Nigéria e a declaração da República de Biafra, que conduziria finalmente à Guerra de Biafra. Os massacres de nigerianos do sul de 1966 têm sido descritos como um holocausto por alguns autores  e
variadamente foi descrito como motins, pogroms ou genocídio.